# اریکا فون تلمان
اریکا فون تِلمان (انگلیسی: Erika von Thellmann؛ ۳۱ اوت ۱۹۰۲ – ۲۷ اکتبر ۱۹۸۸) بازیگر اهل اتریش بود که در طول زندگی حرفه‌ای خود در بیش از صد فیلم و مجموعهٔ تلویزیونی ظاهر شد.
از فیلم‌ها یا برنامه‌های تلویزیونی که وی در آن نقش داشته است می‌توان به عشق بزرگ و کوچک (۱۹۳۸)، کارل پیترز (۱۹۴۱)، رامبرانت (۱۹۴۲)، فرشته خانم (۱۹۵۹)، و کلبه عمو تام (۱۹۶۵) اشاره کرد.